# 平松秀敏
平松 秀敏（ひらまつ ひでとし、1953年7月8日 - ）は、愛知県出身の元プロ野球選手（投手）。
現在は、中日ドラゴンズのスコアラー（チーム付）を務めている。

## 来歴・人物
尾北高時代は県下ナンバーワンの右腕投手として評判が高く、東邦の水谷啓昭投手より球の速さは上と評された。1971年のドラフト会議にて中日ドラゴンズから指名を受け入団。
ストレート１本のピッチングだが、内角球はシュートし威力十分だった。他にシュートを武器とした。
1軍出場が無いまま、1978年に現役引退。同球団の打撃投手に転身し、1980年まで務めた。その後は、スコアラー、球団職員を務めた。

## 詳細情報

### 年度別投手成績
- 一軍公式戦出場なし

### 背番号
- 59 （1972年 - 1978年）
- 98 （1979年 - 1980年）